# Râul Jiul de Vest
Râul Jiul de Vest (numit în trecut și Râul Jiul Românesc) este un curs de apă, unul din cele două brațe care formează Râul Jiu. 
Jiul de Vest izvorăște din Retezatul Mic în pasul Cerna-Jiu, care separă bazinul Râul Jiu de cel al Cernei. Cursul superior al râului este cunoscut și sub denumirea de Râul Câmpușelu.
Râul curge paralel cu creasta de sud a Munților Retezat și creasta principală de nord a Munților Vâlcan, până la confluența cu Jiul de Est.
Spre aval Jiul de Vest urmărește liniile tectonice longitudinale care încadrează fundul depresiunea Petroșani ca o continuare concordantă cu Valea Cernei, având o suprafața a bazinului de 534 km2, o altitudine de 1134 m și o pantă medie de 35,3 %o. Jiul de Vest după un parcurs de 51,4 km se unește cu Jiul de Est la Iscroni.
Debitul mediu la confluența Jiului de Vest este de 11,5 m3/s.

## Hărți
- Harta Munții Vâlcan Arhivat în 15 iunie 2011, la Wayback Machine.
- Harta Munții Retezat Arhivat în 10 iulie 2012, la Wayback Machine.
- Harta județului Hunedoara